# Tatochila inversa
Tatochila inversa är en fjärilsart som beskrevs av Hayward 1949. Tatochila inversa ingår i släktet Tatochila och familjen vitfjärilar. Inga underarter finns listade i Catalogue of Life.